# Воровский (сторожевой корабль, 1901)
«Воровский» — советский сторожевой корабль, первоначально яхта.
Судно построено в 1901 году в Англии, в г. Думбартоне по заказу американского миллионера, владельца газеты «Нью-Йорк Геральд Трибюн» Гордона Бенетта, под названием «Лисистрата»(в мифологии богиня удачи). Яхта была разработана Джорджем Л. Уотсоном.
Дизайн корпуса отличался вертикальным форштевнем. На борту располагались турецкие бани, театр и даже специальный хлев, в котором жила корова породы олдерни, дававшая свежее молоко в море.

## Энергетическая установка
Главная энергетическая установка — паровая, двухвальная (с двумя трехлопастными винтами диаметром по 2,8 м) включала четыре цилиндрических паровых котла и две вертикальные паровые машины тройного расширения мощностью 3500 л. с. каждая. Паровые машины были расположены побортно в одном машинном отделении, четыре огнетрубных котла, изготовленных в Шотландии, — в двух котельных отделениях (по два котла в каждом). Основные параметры котлов: давление пара — 11,5 кгс/см², паропроизво-дительность — 3240 кг/ч. Если при постройке судна энергетическая установка обеспечивала максимальную скорость в 19,2 уз, то через 15 лет, в период первой мировой войны, скорость составляла уже не более 18 уз, а в период второй мировой войны «Воровский» имел скорость полного хода — 11,3 уз в течение 7 сут, экономического хода — 10 уз в течение 9 сут. Дальность плавания корабля составляла: полным ходом — 1850 миль, экономическим — 2150 миль.
В 1944—1948 гг. корабль после двадцатилетней службы на границе проходил капитальный ремонт во Владивостоке, по результатам которого в носовом котельном отделении был оставлен только один котел, в кормовом котельном отделении — два.

## Вооружение
В период службы во Флотилии Северного Ледовитого океана вооружение состояло из двух 120-мм и двух 47-мм орудия, двух 7,62-мм пулемета.
В начале 40-х годов артиллерийское вооружение корабля включало два 102-мм/60 и шесть 45-мм/46 универсальных пушек 21-К. 102-мм орудия были установлены на баке и юте. Из шести 45-мм орудий 21-К два располагались на шлюпочной палубе в носовой части (в районе 40-го шп.), ещё четыре — побортно на шлюпочной палубе в кормовой части (112-го и 121 -го шп.). На надстройке в носовой части был установлен 12,7-мм пулемет ДШК.
Противолодочное вооружение включало два бомбосбрасывателя с запасом глубинных бомб М-1 — 56 шт., из них 48 шт. в стеллажах на спардеке и 8 шт. — в бомбосбрасывателях на юте. Торпедное и минное вооружение отсутствовало. Для защиты от мин имелось четыре паравана-охранителя К-1. Для постановки дымзавес имелось 20 морских дымовых шашек МДШ.
В процессе капитального ремонта в 1944—1948 гг. было изменено вооружение «Воровского». Оба 102-мм/60 орудия были заменены на более современные универсальные 85-мм артустановки 90-К. Установки 21-К были заменены на 21 -КМ. Вместо стоявшего в носовой части пулемета на бывшем сигнальном мостике (крыше кают-компании младшего комсостава) были установлены четыре зенитные малокалиберные установки (скорее всего 12,7-мм ДШК).

## Средства связи
Средства связи и наблюдения включали радиопередатчик «Бухта», радиоприемники ТМ-7, ПР-4, КУБ-4М, 5-РКУ, радиоприемопередатчик (радиостанция) «Рейд», радиопеленгатор «Градус-К». Гидроакустические средства отсутствовали. Светосигнальные и визуальные средства связи и наблюдения включали: сигнальный прожектор МСПЛ, стереотрубу БСТ, два бинокля 7x50, два фонаря Ратьера, два пистолета Верри и два комплекта сигнальных флагов. Имелся также прожектор ЭМПЭ-02.

## История
В 1916 году судно куплено царским правительством, переоборудовано в посыльное судно, переименовано в «Ярославна» и включено в состав флотилии Северного Ледовитого океана с базированием в порту Архангельск. На борту было установлено два 120-мм орудия и противолодочное минное вооружение.
С 2 августа 1918 года до 19 февраля 1920 года «Ярославна» находилась в руках интервентов и белогвардейцев в г. Архангельске. Ночью 19 февраля 1920 года яхта на буксире ледокола «Минин» вышла в Мурманск. Но почти сразу же после выхода из Архангельска суда попали в тяжёлые льды. «Минин» принял на борт 1100 человек, уголь, продовольствие и одно 102-мм орудие с «Ярославны», и пустая яхта была оставлена во льдах.
После окончания Гражданской войны и изгнания интервентов судно находилось в подчинении ОГПУ. 9 мая 1924 года судну было присвоено имя «Воровский» в честь убитого в Швейцарии в 1923 году большевика-дипломата Вацлава Вацлавовича Воровского. Первым командиром СКР «Воровский» был назначен старший инспектор Реввоенсовета Республики Максимов, Андрей Семёнович, в прошлом вице-адмирал царского флота. Комиссаром корабля — П. И. Смирнов-Светловский.
С 12 июня по 20 ноября 1924 года сторожевой корабль «Воровский» совершил первый в советское время дальний переход из Архангельска до Владивостока.
В 1931 году на «Воровском» совершил поход вдоль побережья Приморья нарком по военным и морским делам К. Е. Ворошилов.
В 1932 году корабль используется для доставки пограничников на остров Птичий для подавления мятежа японских рыбаков, которые захватили остров и объявили его территорией Японии.
В предвоенные годы и в период Великой Отечественной войны с 1941 года по 1943 год корабль нёс пограничную службу на участке от Владивостока до Чукотки, включая Охотское море, Курильские и Командорские острова.
В период с 1944 года по 1948 год корабль после двадцатилетней службы на границе был поставлен на капитальный ремонт в г. Владивостоке.
23 сентября 1952 года в штормовых условиях, при входе в Авачинскую губу, «Воровский», получил пробоину в корпусе, сев на мель, но утром следующего дня снялся с мели самостоятельно и зашёл в базу, став носом на отмель.
17 июля 1953 года в сопровождении КПСКР «Дзержинский» корабль осуществил свой практически последний выход в море и переход во Владивосток для ремонта.
В 1955 году корабль был выведен из состава морских частей погранвойск и передан Тихоокеанскому флоту в качестве плавказармы, где на нём до 1961 года размещался штаб дивизии вспомогательных судов. В 1966 году он был разобран на металл.

## Известные командиры
- капитан 2-го ранга Терентьев А. В. — в 1916 году.
- вице-адмирал (царского флота) Максимов Андрей Семенович с июня 1924 года.
- капитан-лейтенант Клюсс Александр Иванович с ноября 1924 года.
- капитан …….. Болтинский А. С. в 1936 году.
- капитан-лейтенант Антонов Неон Васильевич с апреля 1936 по январь 1940 года.
- капитан 3 ранга Кондаков А. П. в 1951 году.
- капитан 1 ранга Богатов Валерий Михайлович с 195.. до списания.

## В литературе
Во время дальнего перехода из Архангельска до Владивостока в 1924 году старшим рулевым на корабле служил Пётр Гаврилов, будущий известный писатель, описавший переход в книге:
- Пётр Гаврилов. По четырём океанам: Рейс крейсера «Воровский» из Архангельска во Владивосток в 1924 г. / Рис. и оф. Георгия Нисского. — М.: Молодая гвардия, 1931. — 104 с.